# Massacre de Santahar
 (avril 2023).
 (avril 2023).
Le massacre de Santahar est un massacre présumé (jusqu'à 1000 hommes, femmes et enfants), survenu au printemps 1971, dans la ville ferroviaire de Santahar (en), dans l'actuel district de Naogaon, au Bangladesh,.

## Contexte
Santahar est une ville ferroviaire du district de Bogra qui abrite environ 20 000 Biharis en 1971, vivant dans divers quartiers de la ville.
Des témoignages oculaires indiquent que le 26 mars 1971, des affrontements ont éclaté entre les Bengalis et les habitants parlant l'ourdou de la région.

## Massacre
À l'aube du 27 mars, un contingent paramilitaire des East Pakistan Rifles (en) (EPR), de la police et d'Ansar est arrivé du district de Naogaon et a demandé aux Biharis de déposer les armes. Cependant, ces soldats sont en fait des rebelles qui ont changé de camp et rejoint les Mukti Bahini.
Dans l'après-midi du même jour, le 27 mars, les Biharis se sont réfugiés à la Jama Masjid de Chaibagan (près de la gare) où des témoins oculaires disent qu'une foule armée est entrée dans la mosquée et a tué presque toutes les personnes présentes dans sa cour ouverte. Environ 60 personnes auraient été massacrées.

### Du 10 au 17 avril 1971
Le 10 avril, des hommes armés attaquent une usine où des personnes sont réfugiées depuis le 27 mars et les ont tuées à coups de machettes, d'épées et de bâtons. Dans la soirée, lorsque le massacre des hommes est achevé, les hommes de Mukti Bahini ordonnent aux femmes et aux enfants soit de rentrer chez eux, soit de se rendre à la gare.
Les victimes allèguent que les hommes de Mukti Bahini venaient tous les jours sur la plate-forme pour "choisir" les personnes à emmener dans une hutte en bambou de Haat Maidan. Le Mukti Bahini a annoncé que la gare devait être rendue fonctionnelle et que le service ferroviaire devait reprendre.
Cependant, deux jours plus tard, le 17 avril, ils commencent à assassiner tous les civils.
Le 17 avril, les Mukti Bahini ont massacré tous les résidents non bengalis de Santahar. Tahira, une rescapée qui s'est cachée la maison d'une famille bengali a déclaré :

« Le matin du 17, des hommes armés ont encerclé toute la Station Colony et ont commencé à se rapprocher de toutes les directions. C'était un massacre de masse dans lequel il n'y avait d'amnistie pour personne. »

Un autre rescapé, Syed Pervez Afsar allègue que des enfants biharis ont été tués, leurs corps jetés dans la rivière Rupsha, tandis que les rescapés sont pourchassés à coups de machettes en embarquant sur des bateaux.

## Conséquences
Le 22 avril 1971, l'armée pakistanaise s'empare de la gare de Santahar.
Ishrat Ferdousi, un chercheur sur les atrocités de 1971, a déclaré que les attaques contre les Biharis peuvent être qualifiées de "génocide". Sarmila Bose (en) dans son livre 2011 Dead Reckoning: Memories of the 1971 Bangladesh War (en) soutient que les Bengalis sont dans un état de déni du massacre.
Le musée de la guerre de libération du Bangladesh (en) minimise l'importance du massacre, les qualifiant de "cas isolés de violence populaire".